# (3840) Mimistrobell
(3840) Mimistrobell (1980 TN4) – planetoida z pasa głównego asteroid okrążająca Słońce w ciągu 3,38 lat w średniej odległości 2,25 j.a. Odkryła ją Carolyn Shoemaker 9 października 1980 roku.